# Morti nel 784
| Questa pagina contiene informazioni ricavate automaticamente dalle voci biografiche con l'ausilio del template Bio e di un bot. L'aggiornamento è periodico e automatico e ricostruisce completamente la pagina. Se manca una persona in questa lista, sei pregato di non aggiungerla, ma accertati piuttosto che la sua voce biografica contenga il template Bio e che i dati anagrafici siano correttamente compilati. Se il template Bio manca, inseriscilo tu stesso o, in alternativa, metti l'avviso {{tmp\|Bio}} che ne segnala la mancanza. Se i dati riportati sono sbagliati, correggi direttamente la voce biografica; le modifiche saranno visibili in questa lista entro pochi giorni. Per chiarimenti vedi il progetto biografie. La lista contiene solo le 6 persone che sono citate nell'enciclopedia e per le quali è stato implementato correttamente il template Bio. Pagina aggiornata al 19 ott 2024. |

- 30 gennaio - Ambrogio Autperto, teologo e abate franco
- 4 maggio - Aribo di Frisinga, vescovo, abate e scrittore tedesco (n. 723)
- 16 luglio - Fulrado di Saint Denis, abate francese (n. 710)
- 27 novembre - Virgilio di Salisburgo, abate, vescovo e santo irlandese
- Alberico di Utrecht, vescovo, abate e santo olandese
- Paolo IV di Costantinopoli